# Мари-Ошаево
Мари-Ошаево (луговомар. Вӱлеҥер, Мари-Ошай) — деревня в Пижанском районе Кировской области. Входит в Пижанское городское поселение. Центр марийской культуры в Кировской области.

## География
На речке Ошаевка.
Через деревню проходит автодорога Пижанка — Казаково.

## История
До революции называлась Ошаево. Была административным центром Мари-Ошаевского сельского поселения до его упразднения в 2009 году.

## Население
| 2010 |
| ---- |
| 313  |

Национальный состав: марийцы, русские.

## Инфраструктура
В деревне действуют  МУУЧ "Мари-Ошаевский детский сад", МБОУ ООШ "Мари-Ошаевская школа", Мари-Ошаевский ФАП.

## Экономика
В деревне есть совхоз Ошаевский — основное предприятие.